# Чешуља
Чешуља (Geranium robertianum или Robertiella robertiana), познатији као Роберт-трава, Црвени Робин, или (у Северној Америци) Роберт мушкатле, је уобичајена врста вилиног ока пореклом из Европе и делова Азије, Северне Америке и северне Африке.

## Опис
Расте као ситне усправна годишња или двогодишња биљка, висине до педесет центиметара, производећи мали, розе, цвет са пет латица (8-14 мм у пречнику), од априла до јесени. Стабљика је често црвенкаста; листови такође поцрвене на крају сезоне цветања. Биљка има мали корен.

## Распрострањеност
Главна област распрострањености је Европа од северне обале Средоземног мора до Балтика и од Британских острва на Западу до Кавказа на истоку. Уведена је у многе другим умерене делове света, верватно кроз коришћење као украсна биљка, као што је Заливска област Сан Франциска у Калифорнији. У држави Вашингтон позната је као Смрдљиви Боб и класификован као штетан коров.[5][6]

## Примена
У традиционалној биљној медицини, биљка Роберт је коришћен као лек за зубобољу и крварење носа и као средство за зарастање рана (користе се за или корисно у зарастању рана). Име је објашњено као веза са опатом и траваром Робертом од Молесме. Свежеса убрани листови имају мирис који подсећа на запаљене гуме и ако се натрља на тело одвраћа комараце. Активни састојци су танин, горка супстанца која се зове геранин и етерична уља. Носили су га да би привуку срећ, и захваљујући својој повезаности са родама, за повећање плодности.